# Crocota subatrata
Crocota subatrata är en fjärilsart som beskrevs av Eugen Wehrli 1953. Crocota subatrata ingår i släktet Crocota och familjen mätare. Inga underarter finns listade i Catalogue of Life.